# Раффл, Эми
Э́ми Луи́за Ра́ффл (англ. Amy Louise Ruffle; род. 25 февраля 1992, Виктория) — австралийская актриса. Наиболее известна по роли Сирены из сериала «Тайны острова Мако».

## Биография
Эми училась в Стратконской баптистской женской гимназии в Виктории.
После работы в мюзиклах и театрах, в 2012 году Раффл присоединилась к актерскому составу телесериала «Секрет острова Мако», в качестве одного из главных женских персонажей сыграла роль Сирены.
В журнальной статье Джонатан М. Шифф сказал: «Эми пробовалась на все роли, но я сразу увидел в ней сирену — русалку, которая всегда пытается быть миротворцем Сирена родилась очень быстро».

## Фильмография
| Год          | Название                    | Роль         |
| ------------ | --------------------------- | ------------ |
| 2013—2015    | Тайны острова Мако (сериал) | Сирена       |
| 2013         | Пограничный отряд (фильм)   | Моник        |
| 2018— съёмки | Maintraining (сериал)       | (неизвестна) |